# Lleó de Citeró
El Lleó de Citeró era una fera de la mitologia grega que vivia a les muntanyes de Citeró.
Aquest lleó aniquilava els bous d'Amfitrió, el pare adoptiu d'Hèracles, a Tebes i de Tespi, rei de Tèspies a Beòcia. Tespi va hostatjar Hèracles quan aquest es presentà davant d'ell per perseguir i capturar el lleó. Hèracles tenia llavors divuit anys. Li va donar acollida durant cinquanta dies, i cada nit, quan Hèracles tornava de la recerca de la fera, el feia allitar amb una de les seves filles, les Tespíades, que n'eren cinquanta. Eren filles o bé de la seva esposa Megamede o bé d'esposes i concubines diferents. Tespi volia que totes tinguessin fills d'Hèracles. L'heroi va creure que sempre era la mateixa noia amb la que s'allitava, però va tenir relacions amb totes. Van néixer cinquanta fills. Pausànias diu que va tenir relacions amb les cinquanta en una sola nit, o només amb quaranta-nou, ja que una no va voler deixar de ser verge i va ser condemnada a guardar la seva virginitat per sempre. També diu que va tenir cinquanta dos fills, ja que la més gran i la més petita van tenir bessons.
Va derrotar el lleó, es va vestir amb la seva pell i el seu cap li va servir de casc. Després va canviar la pell del lleó de Citeró per la del lleó de Nemea, quan, en el seu primer treball, el va matar.